# Marc Lieb
Marc Lieb (Stoccarda, 4 luglio 1980) è un pilota automobilistico tedesco, vincitore del Campionato FIA GT nel 2003 e nel 2005, della European Le Mans Series nel 2005, 2006, 2009 e 2010. Inoltre ha vinto quattro volte la 24 Ore del Nürburgring, la 24 Ore di Le Mans nel 2016, 12 Ore di Sebring nel 2008, 24 Ore di Spa del 2003 e nella Petit Le Mans del 2007. Si è anche laureato campione del mondo endurance 2016.

## Palmarès
- 24 Ore di Le Mans 2016 con Romain Dumas e Neel Jani
- Campionato del mondo endurance 2016 con Neel Jani e Romain Dumas
- Porsche Carrera Cup 2002